# Ridgewood, New Jersey
Ridgewood är en ort i Bergen County i New Jersey. Vid 2010 års folkräkning hade Ridgewood 24 958 invånare.

## Kända personer från Ridgewood
- Carolyn Christov-Bakargiev, konsthistoriker
- Anne Donovan, basketspelare
- Mike Ferguson, politiker
- Paul Mara, ishockeyspelare